# Contiki
Contiki è un sistema operativo multitasking leggero, open source e altamente portatile. È stato sviluppato per essere utilizzato su un vasto numero di sistemi che vanno dai computer a 8-bit fino ai sistemi embedded su microcontroller. Il nome Contiki deriva dalla zattera Kon-Tiki con la quale Thor Heyerdahl fece una spedizione per dimostrare che i polinesiani erano in grado di ritornare dal Sud America al loro arcipelago.
Benché sia in grado di gestire il multitasking, Contiki ha bisogno solo di pochi kilobyte di codice e di poche centinaia di byte di RAM. Il sistema completo, comprensivo di GUI, utilizza circa 30 kilobyte di RAM.
Il kernel di base e la maggior parte delle funzioni del nucleo sono state sviluppate da Adam Dunkels al "Networked Embedded Systems group" dell'Istituto svedese di Informatica.

## Progetto
Contiki è scritto in linguaggio C, ed è particolarmente adatto per sistemi embedded con poche risorse hardware. Una configurazione tipica di Contiki è di 2 kilobyte di RAM e 40 kilobytes di ROM. È stato progettato appositamente per la Internet of Things per estendere la Internet globale agli oggetti.
Contiki è costituito da un kernel ad eventi, sul quale le applicazioni vengono caricate e scaricate dinamicamente a runtime. Lo scheduling è di tipo non-preemptive, dunque la CPU viene liberata dal processo solo quando termina o si blocca in attesa di un evento. I processi di Contiki sono protothread che consentono uno stile di programmazione a thread alquanto lineare.
Per il networking è stata implementata la pila protocollare uIP che è uno stack TCP/IP appositamente progettato per sistemi ad 8 e 16 bit. Dall'ottobre 2008, uIP è compatibile con il protocollo IPv6. È implementato anche il protocollo 6LoWPAN (IPv6 over Low-Power Wireless Personal Area Networks) che permette di utilizzare il protocollo IPv6 in reti WPAN, grazie alla compressione dell'header IPv6. Inoltre è implementato RPL, un protocollo di routing per reti a bassa potenza.

## Programmazione
Per sviluppare un'applicazione Contiki, prima di tutto bisogna definire un processo. La struttura base di una applicazione è la seguente:
```
#include
 
"contiki.h"
  //deve essere sempre incluso

PROCESS
(
Example
,
 
"Example process"
);
  
// Definizione del processo

AUTOSTART_PROCESSES
(
&
Example
);
 
// Avvio al boot

PROCESS_THREAD
(
Example
,
 
ev
,
 
data
)

{

  
PROCESS_BEGIN
();
 
// Definisce l'inizio del processo

  
while
(
1
){

    
PROCESS_WAIT_EVENT
 
();

      
// applicazione

  
}

  
PROCESS_END
();

}

```

Il Makefile ha la seguente struttura:
```
CONTIKI
 
=
 
..
/
..
    
// dipende dalla posizione del progetto

all
:
 
app
-
name

include
 
$
(
CONTIKI
)
/
Makefile
.
include

```

## Piattaforme
Contiki è in grado di girare su una vasta varietà di piattaforme, dai microcontroller come il TI MSP430 e il Atmel AVR fino ai vecchi home computer.

Il sistema è stato portato (o è in fase di porting) per i seguenti sistemi:
- Computer:
  - Apple II
  - Atari 8-bit
  - Atari ST
  - Atari Portfolio
  - Casio Pocketview
  - Commodore PET
  - Commodore VIC 20
  - Commodore 64
  - Commodore 128
  - Oric Atmos
  - PC-6001
  - Sharp Wizard
  - Sistemi x86 Unix-like
- Console per videogiochi:
  - PC Engine
  - Nintendo Entertainment System
  - Atari Jaguar
  - Nintendo Game Boy
  - Nintendo Game Boy Advance
  - GP32
- Microcontroller:
  - Atmel AVR
  - TI MSP430, TI CC2538(RE-mote, Firefly, Zoul)
  - STMicroelectronics STM32W
  - Microchip PIC32 (PIC32MX795F512L)